# 富士カプセル
富士カプセル株式会社（ふじカプセル、FUJI CAPSULE CO.,LTD. ）は、医薬品、医薬部外品、化粧品、健康食品、特定保健用食品、栄養機能食品、食品のソフトカプセル、ハードカプセルの受託製造を事業内容とした株式会社である。

## 概要
本社は静岡県富士宮市。営業品目としてはソフトカプセル、ハードカプセル、錠剤、顆粒剤、各種包装（ボトル充填・アルミ袋充填・三方シール充填・PTP包装）などがある。

## 設備
- 本社（静岡県富士宮市）
- 東京営業所
- 大阪営業所
- 北山工場
- 芝川工場
- 食品工場

## 在籍した人物
- 近藤隆